# Survivre à sa vie (théorie et pratique)
Pour plus de détails, voir Fiche technique et Distribution.
Survivre à sa vie (théorie et pratique) (titre original : Přežít svůj život) est un film tchèque réalisé par Jan Švankmajer, sorti en 2010. 
Le film n'a pas bénéficié d'exploitation en France, mais il a été diffusé en octobre 2010 au Forum des images lors d'un hommage rendu au cinéaste en sa présence.

## Fiche technique
- Titre : Survivre à sa vie (théorie et pratique)
- Titre original : Přežít svůj život
- Réalisation : Jan Švankmajer
- Scénario : Jan Švankmajer
- Producteur : Jaromír Kallista
- Musique : Alexandr Glazunov, Jan Kalinov
- Pays d'origine :  République tchèque,  Slovaquie
- Genre : Comédie
- Production : 
  - République tchèque Athanor
  - République tchèque Ceská Televize
  - République tchèque Universal Production Partners (UPP)
  - Slovaquie C-Ga Film
  - Japon Ren Corporation Ltd.
  - Japon d-rights
- Date de sortie : 
  - République tchèque : 4 novembre 2010

## Distribution
- Václav Helšus : Evžen et Milan
- Klára Issová : Evženie
- Zuzana Kronerová : Milada
- Emília Došeková : super-ego
- Daniela Bakerová : Dr. Holubová
- Marcel Němec : collègue
- Jan Počepický : antiquaire
- Jana Oľhová : prostituée
- Pavel Nový : concierge
- Karel Brožek : patron
- Miroslav Vrba : Fikejz